# Jezioro Chotkowskie
Jezioro Chotkowskie (kaszb. Jezoro Chòtkòwsczé) – jezioro rynnowe na Pojezierzu Bytowskim w powiecie bytowskim (województwo pomorskie).
Powierzchnia całkowita: 56,7 ha.
Dawniej jezioro zasilało młyn w Chotkowie.